# Lima (1942–2025)
Lima, właśc. Antônio Lima dos Santos (ur. 18 stycznia 1942 w São Sebastião do Paraíso, zm. 3 lutego 2025) – brazylijski piłkarz grający na pozycji ofensywnego pomocnika.

## Kariera klubowa
Lima karierę piłkarską rozpoczął w 1958 roku w klubie Juventus São Paulo. W 1961 przeszedł do Santos FC, w którym grał do 1971 roku. Z Santosem czterokrotnie zdobył mistrzostwo São Paulo – Campeonato Paulista w 1961, 1962, 1964, 1965, 1967, 1968, pięciokrotnie Taça Brasil w 1961, 1962, 1963, 1964, 1965, Torneio Rio - São Paulo w 1963, 1964 i 1966, Copa Libertadores 1962 i 1963 oraz Puchar Interkontynentalny w tych samych latach. W barwach Santosu 26 września 1971 w zremisowanym 1-1 meczu z SC Internacional Lima zadebiutował w nowo utworzonej lidze brazylijskiej.
W latach 1971–1974 występował w Meksyku w Jalisco Guadalajara. W 1974 roku występował we Fluminense FC. W barwach Flu 18 lipca 1974 w wygranym 3–1 meczu z Portuguesą São Paulo po raz ostatni wystąpił w lidze. Ogółem w lidze brazylijskiej wystąpił w 10 meczach. W 1975 roku występował krótko w USA w Tampa Bay Rowdies. Karierę zakończył w Portuguesie Santista w 1978 roku.

## Kariera reprezentacyjna
2 maja 1963 w Amsterdamie Lima zadebiutował w reprezentacji Brazylii, w przegranym 0-1 meczu przeciwko reprezentacji Holandii. W 1966 Lima pojechał z reprezentacją Brazylii do Anglii na mistrzostwa świata i zagrał we wszystkich meczach grupowych przeciwko Bułgarią, Węgrami i Portugalią, który był jego ostatnim meczem w reprezentacji. Ogółem w reprezentacji rozegrał 14 meczów i strzelił 5 bramek.